# Ґаспар Камс
Ґаспар Камс-і-Жуньєнт (кат. Gaspar Camps i Junyent; 29 грудня 1874, Ігуалаза — 11 квітня 1942, Барселона) — іспанський і каталонський художник, ілюстратор, майстер художнього плаката. Жив і працював також у Франції. Представник модерну і ар-деко.

## Життєпис
Вивчав живопис у рідному місті й в Барселоні, в художній школі Ла-Лонха. Згодом працює художником на фабриці з виробництва шовкових виробів, а в 1892 році повертається в Ігуалазу і викладає малювання. 
За фінансової допомоги свого дядька в 1894—1897 роках живе і вдосконалюється у Парижі, навчаючись у таких художників, як Жан-Жозеф Бенжамен-Констан, Вільям-Адольф Бугро і Жан-Поль Лоран. У ранній період своєї творчості перебував під впливом Альфонса Мухи. Після повернення в Барселону співпрацює з різними ілюстрованими журналами, де публікують його малюнки, працює художником у комерційній рекламі. Також займається ілюструванням книг каталонських авторів (Плума-і-Лапіз). 
У 1905 Камс знову їде до Франції, в Париж. Тут він відомий як майстер художнього плаката, який працював на замовлення друкарні Шампенуа. Займається також ілюструванням творів французької літератури (п'єс Едмона Ростана «Сірано де Бержерак» і «Орлятко»), пише акварелі. У 1920 році художник переїздить до Тулузи, де стає художнім директором видавничого дому Сірвен. У 1920—1921 роках філія цього видавництва відкривається і в Барселоні.
У 1923 проходить виставка його робіт в барселонській галереї Sala Parés.
Заснована в 1993 в Ігуалазі Школа образотворчих мистецтв названа в честь Ґаспара Камс-і-Жуньєнта.

## Галерея

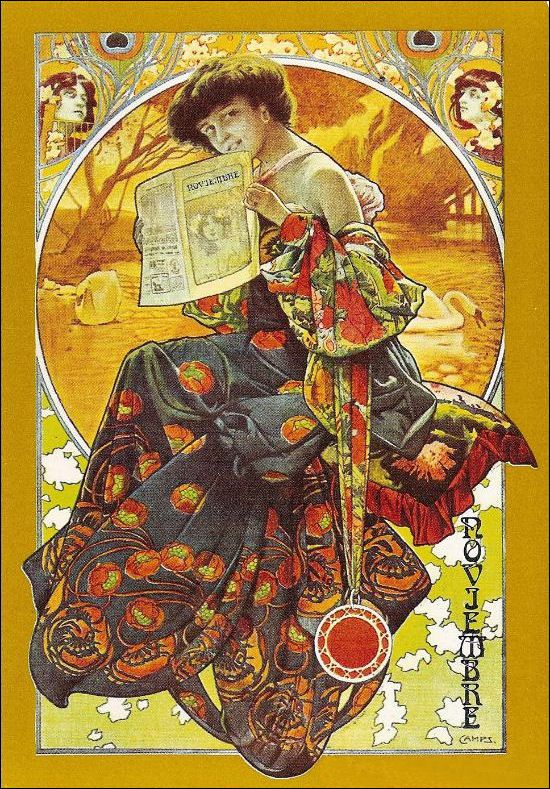
Ілюстрація з календаря: «Листопад»
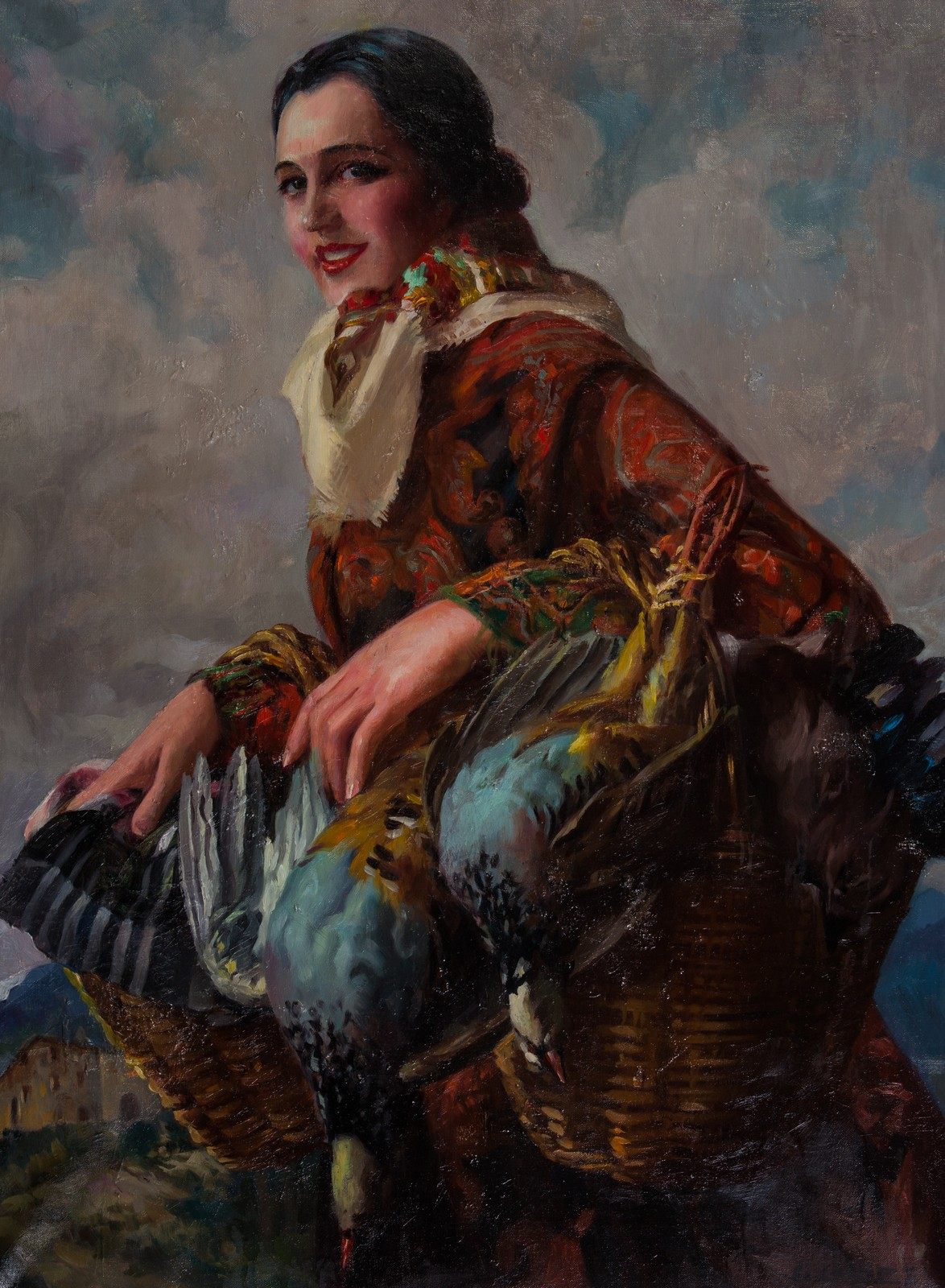
«Жінка з кошиком»
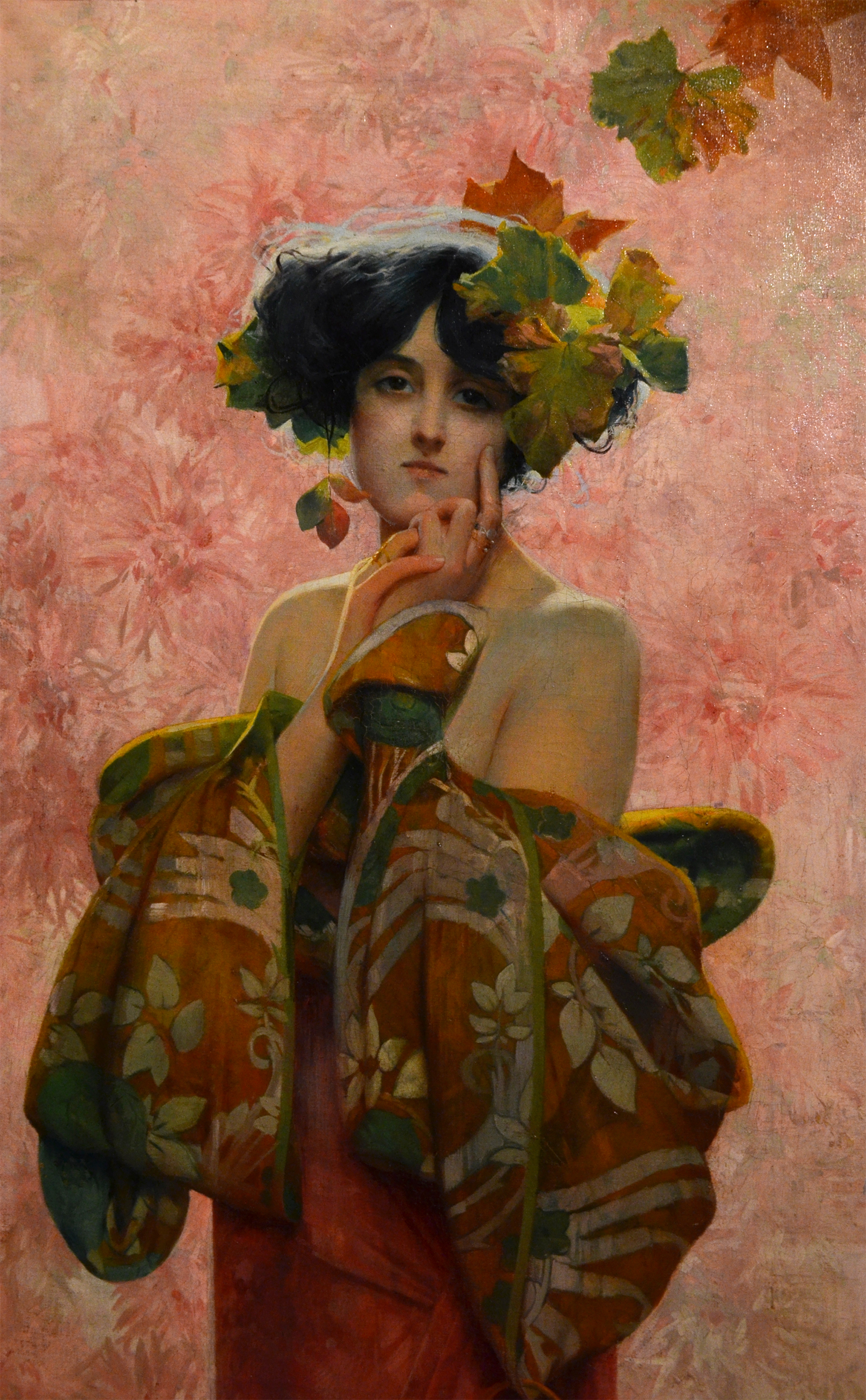
«Пори року. Осінь»(1907)
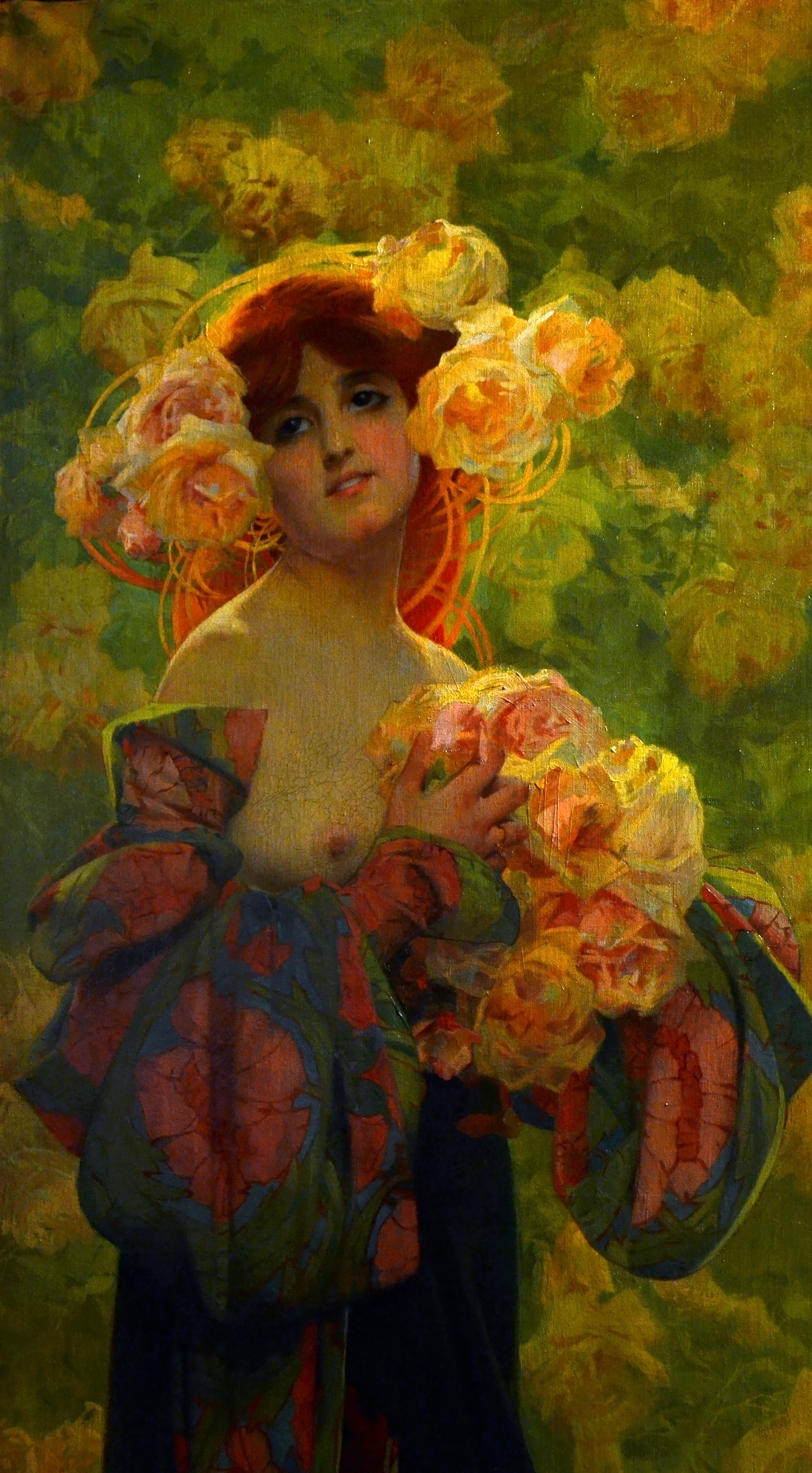
«Пори року. Весна» (1907)
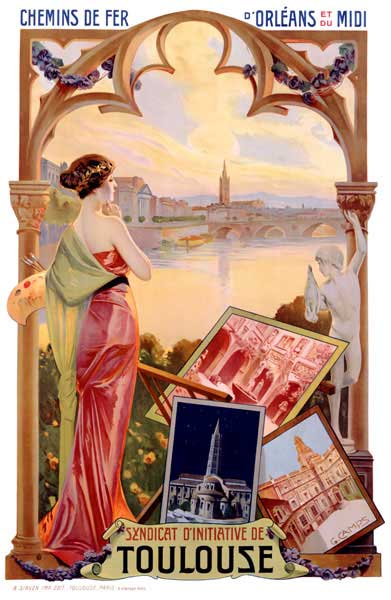
Рекламний плакат тулузького періоду